# Francesco Primaticcio
Francesco Primaticcio, francouzsky Le Primatice (30. dubna 1504–1505, Bologna – 15. května/14. září 1570, Paříž) byl italský malíř, štukatér a architekt pocházející z Itálie a působící ve Francii. Ve Francii byl od roku 1532 a stal se tam nejvlivnějším italským umělcem 16. století. Francesco Primaticcio a Rosso Fiorentino kombinovali ve výzdobě interiéru manýristickou malbu a štukový reliéf.

## Životopis
Narodil se roku 1504 v Bologni, ve šlechtické rodině Primaticci. Jak píše Vasari, byl vyučen v obchodu, ale později se začal věnovat návrhářství. Obrátil tak svoji pozornost ke kresbě, občas i malbě. Neuteklo mnoho času a bylo zřejmé, že má nemalé nadání. V roce 1525 odjel do Mantovy, kde v té době pracoval Giulio Romano na výzdobě paláce de Té. Na tomto díle pracoval i s dalšími umělci po dobu šesti let. Naučil se zde pracovat ve štuku a velice dobře ovládat barvy. Z důvodu nedostatku evidence je obtížné přiřadit určitou práci speciálně jemu, ačkoliv štuk s názvem Vítězství císaře Sigismonda je mu zpravidla připisován. Vasari mu připisuje výzdobu celé velké komory, kde můžeme vidět dva štukové vlysy nad sebou s velkým množstvím postav představující starověké římské vojsko.
V témže paláci vytvořil i mnoho maleb podle projektů Giulia Romana. Prostřednictvím těchto prací vstoupil do laskavosti k vévodovi. Když byl krátce na to vévoda vyzván, aby poslal Františkovi I. (francouzský král v letech 1515-1545) do Francie schopného mladého muže, který bude umět ve štuku i v malbě, Francesco byl jasná volba. A tak se roku 1532 dostal do Francie na zámek ve Fontainebleau. A i když rok před ním působil na dvoře Františka I. Rosso Fiorentino a vytvořil zde mnoho práce například dílo Bacchus a Venuše, Vasari považuje za prvního umělce, který pracoval ve Francii ve štuku právě jeho. Ten zde tímto způsobem vyzdobil královské komory, haly a lodžie. Nejdříve pracoval v Fiorentinově stínu, až později vytvořil svůj vlastní styl, který můžeme definovat jako manýristický, zahrnující vlivy Corregia, Parmigianina a Michelangela, stejně jako Giulia Romana.
Například dekoroval královský pokoj, ve kterém se nacházely fresky ilustrující antické legendy, jako je Achilles v domě Lykoméda. Ty jsou zaznamenány v rytinách vytvořených v 18. století Guérineauem. Primaticcio pravděpodobně provedl štukatérské práce v pokoji Františka I., stejně jako v jiných místnostech a používáním motivů z Mantovy přispíval k originálnímu zkrášlování zámku. Co se týče výzdoby ve Fontainebleau, jsou zde dominantní ornamentální prvky. Například natolik propracované rámy, že obrazy uvnitř působí téměř nepodstatně. V pokoji královny je z roku 1534–1537 dekorace kolem krbu, tvořená komplexem štukových figur, girland a masek. Jiný příklad je obraz Venuše a Adonise, jehož rám celou fresku zastiňuje. V letech 1535–1541 vznikla u vstupu do Fontainebleau zlacená brána také z rukou Primaticcia. Díla z tohoto období ukazují jeho zájem v monumentální muskulatuře Michelangelových aktů, stejně jako v jeho měkčích a elegantnějších konturách.
Protože si ho král František I. velice oblíbil, poslal ho roku 1540 do Říma, kde pro něj nakupoval umělecká díla. Jak píše Vasari, sloužil mu velice dobře, a tak během krátké doby nasbíral 125 děl. Během jeho pobytu v Římě zemřel ve Francii Rosso Fiorentino. Dlouhá galerie, která byla vytvořena podle jeho návrhů, a z velké části byla zdobena štukem, zůstala nedokončená. Vrátil se proto zpátky do Francie a přivezl s sebou formy antických postav, podle kterých zde odlil kopie. Ty byly velice věrné originálům a ke králově velké spokojenosti byly umístěny do zahrady ve Fontainebleau. Tyto kopie byly vynikající, co se týče napodobení římských originálů a jejich povrch byl dokonce tak hladký, že ho nebylo třeba ani leštit. Po roce 1540 vytvořil schéma pro místnosti vévodkyně z Etampes, které dekoroval scénami ze života Alexandra Velikého. Tento pokoj zůstal jako součást královského schodiště a tak je i štuková práce stále dobře zachovaná.
Během toho, co se zabýval rozsáhlými dekorativními schématy, prováděl také menší práce. Malba Svaté rodiny datována do brzkých 40. let 16. století je přičítána právě jemu, ačkoliv objekt je v jeho díle neznámý. Neformálnost figurálních skupin připomíná podobné kompozice Correggia a Parmigianina, vycházející z Raffaela, zatímco architektonická stránka díla má více společného s Pontormem. Tato práce, pokud je opravdu od Primaticcia, ukazuje jeho úsilí o napodobení italských protějšků a také demonstruje jemnost manipulace, která není viditelná na freskách, z nichž mnohé byly malovány asistenty nebo byly poškozeny.
Práce v galerii Odyssea, projekt dokonce větší než galerie Františka I., začala na konci 30. let 16. století. Galerie, která byla zničena v roce 1738 Ludvíkem XV., byla okolo 150 m dlouhá, s 16 zákoutími a valenou klenbou. Klenba byla nejspíše dekorována jako první, protože jako některé další prostory nesla značku Františka I., který zemřel roku 1547. Dekorace galerie byla zaznamenána v popisech, malbách a tiscích, které zahrnují důležitou sérii prací ze 17. století od Théodore van Thuldena. Schéma bylo velmi komplexní, obsahující řadu prostředků, které přispívaly k bohatším efektům, čímž připomíná Raffaelovy práce, konkrétně lodžie v Římě. Valená klenba byla hustě pokryta freskami, groteskami a zlaceným štukem. V galerii Odyssea je mnoho Primaticciových maleb, některé z nich, jež jsou provedené na klenbě, připomínají Correggiovy práce, konkrétně dóm S. Giovanni Evangelisty v Parmě z roku 1521. Propracovaný povrch dekorace klenby nejspíše sloužil k oddělení rozsáhlejších scén, s důrazem na ilusionismus figur a architekturu. V malbě scény Minerva navštěvující Jupitera a Juna je tento jev velice zřejmý a dramatická deformace připomíná cyklus Giulia Romana Kupid a Psyché v Paláci del Te. Efekt celé galerie je velmi poutavý s bohatou kombinací práce ve štuku, grotesek a ilusionistických maleb. Galerie Odyssea byla pro něj mistrovským dílem.
Jeho hlavním dílem byl zámek ve Fontainebleau, ale pracoval také na dalších místech ve Francii. Například ve francouzském městě nedaleko Paříže zvaném Meudon vytvořil mnoho dekorací pro kardinála Lorraina. Nacházely se ve velkém paláci nazývaném Jeskyně, místo podobné prastarým stavbám, které by mohlo být nazývané jako termální, z důvodu velkého počtu lodžií, schodů a veřejných i soukromích bytů. Nejkrásnější místnost nazval Pavilónem. Ta se dělí na různé prostory s tvarovanými štukaturami, které jsou dělány pro podhled, stejně jako zploštělé postavy v nich. Pod ním se nachází místnost s několika fontánami a prostory, které jsou vyplněny postavami, lasturami a dalšími produkty z moře a přírody. V témže místě provedl také mnoho postav ve štuku sochař Ponzio.
Po smrti Františka I. posuzoval umělecká díla pro Jindřicha II., vymaloval pro něj také Galerii Jindřicha II. a taneční sál scénami hodujících bohů a motivy hudby. Jeho silná pozice mu dovolovala soustředit se jen na jeho práci a mít několik asistentů, mezi nimiž byl Nicoló dell ´Abate, který přinesl ideje z Modeny a Bologni. Jiní umělci, kteří tou dobou navštívili Francii, a mohli tak mít vliv na jeho díla, jsou Jacopo Vignola a Sebastiano Serlio. Po smrti Jindřicha II. roku 1559 pracuje i pro dalšího francouzského krále Františka II. V roce 1563 navštívil Bolognu, kde se seznamuje s Vasarim. Ten mu následně věnuje jednu z kapitol ve svém díle Životy nejvýznačnějších malířů, sochařů a architektů.
Na konci svého života se věnoval architektuře. V této době vytvářel smuteční kapli v opatství Saint-Denis, jejíž stavba byla dokončena až po jeho smrti. Jednalo se o márnici se sloupořadím, ve které se nacházela hrobka rodu z Valois. Roku 1719 byla tato kaple zničena. Roku 1568 vytvořil také jedno křídlo na zámku Fontainebleau: Aile de la Belle Cheminée. Zemřel v Paříži v roce 1570 (podle Vasariho v roce 1576).

## Charakteristika

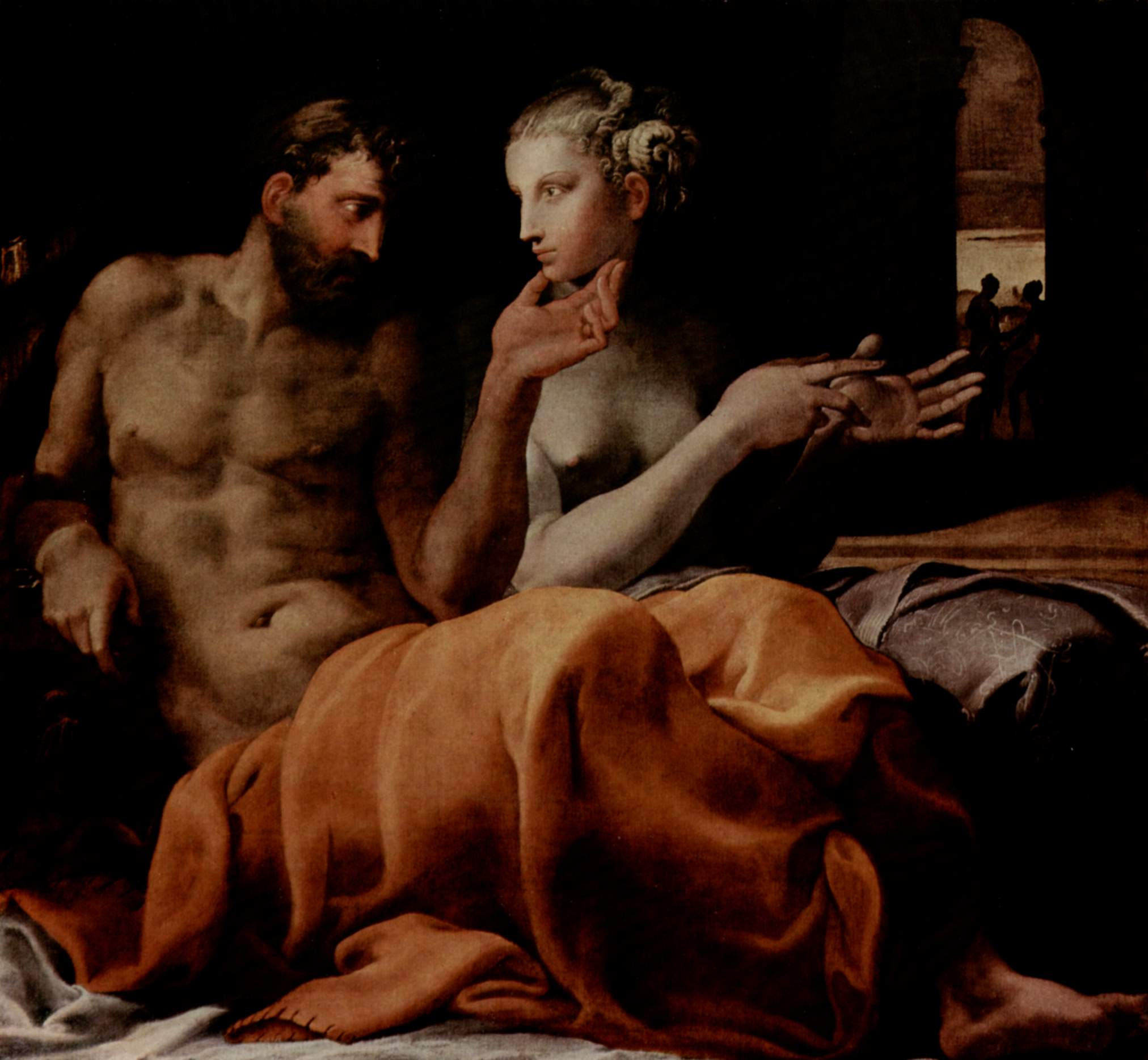
Odyseus a Penelope

Byl především malířem, ale také sochařem a architektem. Dále se věnoval interiérům královských sídel, tapisériím, výšivkám a smaltům. Jeho obrazy a štukatérské práce jsou dělány ve vysokém reliéfu. Jeho velkou inspirací byl Raffael, kterým se nechal ovlivnit, co se týče dekorativismu a témat z mytologie. Jeho charakteristická kompozice se skládá z přeplněných scén. Typické pro jeho tvorbu jsou malé hlavy a postavy s dlouhými elegantními končetinami. Primaticcio velice ovlivnil malíře francouzské renesance a manýrismu svým počínáním na zámku Fontainebleau. Právě jeho práce ve štuku ovlivňovala dalších sto padesát let štuky a dekorativní umění ve Francii. Jeho dekorativní fresky jsou typickým příkladem italského manýrismu. Ten byl oblíben především v dvorském prostředí v 16. století severně od Alp. V neposlední řadě nesmíme zapomenout, že byl členem Fontainebleauské školy.

### Fontainebleauská škola
Při zámku ve Fontainebleau vznikly dvě vynikající školy architektury a dekorace. První byla založena králem Františkem I. ve 30. letech 16. století. Shromáždil na svém dvoře mnoho umělců a řemeslníků. Například malíře, sochaře, návrháře, štukatéry, zlatníky, spisovatele atd. Většina z těchto umělců pocházela z Itálie, a tak se italské umění šířilo dále do Evropy. Právě do této skupiny patřili malíři Fiorentino a Primaticcio, kteří se podíleli na výzdobě královského paláce ve Fontainebleau.
Druhá Fontainebleauská škola vznikla v roce 1589 za krále Jindřicha IV. Mezi její hlavní malíře patřili Ambroise Dubois a Toussaint Dubreuil.

## Hlavní díla
- Únos Heleny, olej na plátně, 155 x 188 cm 1530–1539, hrabství Durham, Velká Británie: Bowes Museum
- Studie Boha, 1555, Los Angeles: J. Paul Getty Museum
- Výzdoba apartmánů vévodkyně d'Etampes, 1533–1544, zámek Fontainebleau
- Minerva navštěvující Jupitera a Juna, černá a bílá křída na papíře, 38.8 x 28.5 cm, 1547–1559, studie pro Odysseovu galerii ve Fontainebleau, dnes ve Florencii v Galerii degli Uffizi
- Odysseus a Penelope, olej na plátně, kolem roku 1545, Toledo Muzeum umění, Toledo, Ohio
- Svatá rodina, olej na břidlici 43.5 x 31 cm, 1541–1543, Ermitáž, Petrohrad